# Góra Wróżna
Góra Wróżna, Wróżna (cz. Vružná, 571 m n.p.m.) – góra w Pasmie Stożka i Czantorii w Beskidzie Śląskim.
Wróżna wznosi się w grzbiecie granicznym, odchodzącym od Małej Czantorii w kierunku zachodnim, nad Trzyniec w dolinie Olzy. Jej wierzchowina, rozciągnięta ze wschodu na zachód, ma trzy kulminacje, z których wschodnia jest najwyższa. Zbudowana jest z wapieni i łupków cieszyńskich.
Słabo zalesiona, z wyjątkiem południowych stoków spiętrzenia szczytowego Wróżna pokryta jest w większości łąkami, rzadkimi zagajnikami i kępami zarośli (głogów, tarniny, leszczyny). Występuje tu kilka rzadkich gatunków roślin, w tym m.in. storczyk blady.
Przez szczyt Wróżnej biegnie granica polsko-czeska. Południowe stoki opadają ku Wędryni (w Czechach), natomiast polskie do wsi Leszna Górna w powiecie cieszyńskim, w województwie śląskim.
Grzbietem Wróżnej i przez jej najwyższy wierzchołek biegnie czerwony szlak turystyczny z Trzyńca na Wielką Czantorię, zaś w przełączce między wierzchołkiem Wróżnej a Małym Ostrym dochodzi do niego szlak zielony z Wędryni.